# Женска фудбалска репрезентација Замбије
Женска фудбалска репрезентација Замбије (енгл. Zambia women's national football team) је национални фудбалски тим који представља Замбију на међународним такмичењима и под контролом је Фудбалског савеза Замбије (FAZ) (енгл. Football Association of Zambia), владајућег тела за фудбал у Замбији.
Женска фудбалска репрезентација Замбије учествује на квалификационим турнирима за Светско првенство у фудбалу за жене и друга такмичења у Африци. Они су дебитовали на Светском првенству у фудбалу за жене 2023. године, поставши прва афричка нација без излаза на море која се квалификовала за сениорско Светско првенство у мушком или женском фудбалу. Међутим, елиминисани су током групне фазе турнира.

## Историја
Од 1983. године, када је женски фудбал званично организован од стране Фудбалског савеза Замбије, Замбија је створила сениорски тим и тим  за испод 20 година. Тим је првобитно спонзорисао своју опрему. Године 2003. опрема за тим је обезбеђена као резултат спонзорског уговора са Умбром који је први пристао да спонзорише фудбалску репрезентацију Замбије. Званичне боје тима укључују зелене шортсове, зелени дрес и зелене чарапе. Тим је добио медијску покривеност од Замбиа Дејли Мејла, Тајмс ов Замбија и Пост Њузпејперса. Ово покривање је укључивало слике играча које се штампају у новинама и интервјуе са играчима.
Неке утакмице су одигране 1994. године, за квалификације за Светско првенство у фудбалу за жене 1995. године. Замбија је играла у квалификационој утакмици за Светско првенство 5. новембра 1994. против Јужне Африке у Јужној Африци, где је Замбија изгубила 3 : 5. У реваншу у Лусаки, Замбија, 17. новембра 1994, Замбија је изгубила и резултатом 2 : 6.

## Такмичарски рекорд

### Светско првенство у фудбалу за жене
| Година | Коло                  | Ута                   | Поб                   | Нер                   | Изг                   | ГД                    | ГП                    |                       |
| ------ | --------------------- | --------------------- | --------------------- | --------------------- | --------------------- | --------------------- | --------------------- | --------------------- |
| 1991   | Нису се квалификовале | Нису се квалификовале | Нису се квалификовале | Нису се квалификовале | Нису се квалификовале | Нису се квалификовале | Нису се квалификовале | Нису се квалификовале |
| 1995   | Нису учествовале      | Нису учествовале      | Нису учествовале      | Нису учествовале      | Нису учествовале      | Нису учествовале      | Нису учествовале      | Нису учествовале      |
| 1999   | Нису се квалификовале | Нису се квалификовале | Нису се квалификовале | Нису се квалификовале | Нису се квалификовале | Нису се квалификовале | Нису се квалификовале | Нису се квалификовале |
| 2003   | Нису се квалификовале | Нису се квалификовале | Нису се квалификовале | Нису се квалификовале | Нису се квалификовале | Нису се квалификовале | Нису се квалификовале | Нису се квалификовале |
| 2007   | Нису се квалификовале | Нису се квалификовале | Нису се квалификовале | Нису се квалификовале | Нису се квалификовале | Нису се квалификовале | Нису се квалификовале | Нису се квалификовале |
| 2011   | Нису учествовале      | Нису учествовале      | Нису учествовале      | Нису учествовале      | Нису учествовале      | Нису учествовале      | Нису учествовале      | Нису учествовале      |
| 2015   | Нису се квалификовале | Нису се квалификовале | Нису се квалификовале | Нису се квалификовале | Нису се квалификовале | Нису се квалификовале | Нису се квалификовале | Нису се квалификовале |
| 2019   | Нису се квалификовале | Нису се квалификовале | Нису се квалификовале | Нису се квалификовале | Нису се квалификовале | Нису се квалификовале | Нису се квалификовале | Нису се квалификовале |
| 2023   | Групна фаза           | 2                     | 0                     | 0                     | 2                     | 0                     | 10                    |                       |
| Укупно |                       | 2                     | 0                     | 0                     | 2                     | 0                     | 10                    |                       |

### Олимпијске игре
| Година | Коло                  | Ута                   | Поб                   | Нер                   | Изг                   | ГД                    | ГП                    |
| ------ | --------------------- | --------------------- | --------------------- | --------------------- | --------------------- | --------------------- | --------------------- |
| 1996   | Нису се квалификовале | Нису се квалификовале | Нису се квалификовале | Нису се квалификовале | Нису се квалификовале | Нису се квалификовале | Нису се квалификовале |
| 2000   | Нису учествовале      | Нису учествовале      | Нису учествовале      | Нису учествовале      | Нису учествовале      | Нису учествовале      | Нису учествовале      |
| 2004   | Нису учествовале      | Нису учествовале      | Нису учествовале      | Нису учествовале      | Нису учествовале      | Нису учествовале      | Нису учествовале      |
| 2008   | Нису учествовале      | Нису учествовале      | Нису учествовале      | Нису учествовале      | Нису учествовале      | Нису учествовале      | Нису учествовале      |
| 2012   | Нису се квалификовале | Нису се квалификовале | Нису се квалификовале | Нису се квалификовале | Нису се квалификовале | Нису се квалификовале | Нису се квалификовале |
| 2016   | Нису се квалификовале | Нису се квалификовале | Нису се квалификовале | Нису се квалификовале | Нису се квалификовале | Нису се квалификовале | Нису се квалификовале |
| 2020   | Групна фаза           | 3                     | 0                     | 1                     | 2                     | 7                     | 15                    |
| Укупно |                       | 3                     | 0                     | 1                     | 2                     | 7                     | 15                    |

### Куп Африке
| Година | Коло                  | Ута                   | Поб                   | Нер                   | Изг                   | ГД                    | ГП                    |                       |
| ------ | --------------------- | --------------------- | --------------------- | --------------------- | --------------------- | --------------------- | --------------------- | --------------------- |
| 1991   | Одустале              | Одустале              | Одустале              | Одустале              | Одустале              | Одустале              | Одустале              | Одустале              |
| 1995   | Четвртфинале          | 2                     | 0                     | 0                     | 2                     | 5                     | 11                    |                       |
| 1998   | Нису учествовале      | Нису учествовале      | Нису учествовале      | Нису учествовале      | Нису учествовале      | Нису учествовале      | Нису учествовале      | Нису учествовале      |
| 2000   | Нису учествовале      | Нису учествовале      | Нису учествовале      | Нису учествовале      | Нису учествовале      | Нису учествовале      | Нису учествовале      | Нису учествовале      |
| 2002   | Нису се квалификовале | Нису се квалификовале | Нису се квалификовале | Нису се квалификовале | Нису се квалификовале | Нису се квалификовале | Нису се квалификовале | Нису се квалификовале |
| 2004   | Нису учествовале      | Нису учествовале      | Нису учествовале      | Нису учествовале      | Нису учествовале      | Нису учествовале      | Нису учествовале      | Нису учествовале      |
| 2006   | Нису се квалификовале | Нису се квалификовале | Нису се квалификовале | Нису се квалификовале | Нису се квалификовале | Нису се квалификовале | Нису се квалификовале | Нису се квалификовале |
| 2008   | Нису се квалификовале | Нису се квалификовале | Нису се квалификовале | Нису се квалификовале | Нису се квалификовале | Нису се квалификовале | Нису се квалификовале | Нису се квалификовале |
| 2010   | Нису учествовале      | Нису учествовале      | Нису учествовале      | Нису учествовале      | Нису учествовале      | Нису учествовале      | Нису учествовале      | Нису учествовале      |
| 2012   | Нису се квалификовале | Нису се квалификовале | Нису се квалификовале | Нису се квалификовале | Нису се квалификовале | Нису се квалификовале | Нису се квалификовале | Нису се квалификовале |
| 2014   | Групна фаза           | 3                     | 0                     | 1                     | 2                     | 1                     | 9                     |                       |
| 2016   | Нису се квалификовале | Нису се квалификовале | Нису се квалификовале | Нису се квалификовале | Нису се квалификовале | Нису се квалификовале | Нису се квалификовале | Нису се квалификовале |
| 2018   | Групна фаза           | 3                     | 1                     | 1                     | 1                     | 6                     | 5                     |                       |
| 2022   | Треће место           | 6                     | 3                     | 2                     | 1                     | 7                     | 3                     |                       |
| Укупно |                       | 14                    | 4                     | 4                     | 6                     | 19                    | 28                    |                       |